# Zandżan (ostan)
Zandżan (pers. ‏‏استان زنجان‎) – ostan w północno-zachodnim Iranie. Stolicą jest Zandżan.
W ostanie uprawia się zboże, warzywa, owoce, bawełnę oraz hoduje się owce.